# پاتریک دوور
پاتریک دوور (فرانسوی: Patrick Dewaere‎؛‏ ۲۶ ژانویهٔ ۱۹۴۷ – ۱۶ ژوئیهٔ ۱۹۸۲) بازیگر اهل فرانسه بود. 
از فیلم‌ها یا برنامه‌های تلویزیونی که وی در آن نقش داشته است، می‌توان به کاترین و شرکا، یک پسر بد و دستمال‌های خود را آماده کنید اشاره کرد.